# Thesaurus Linguae Latinae

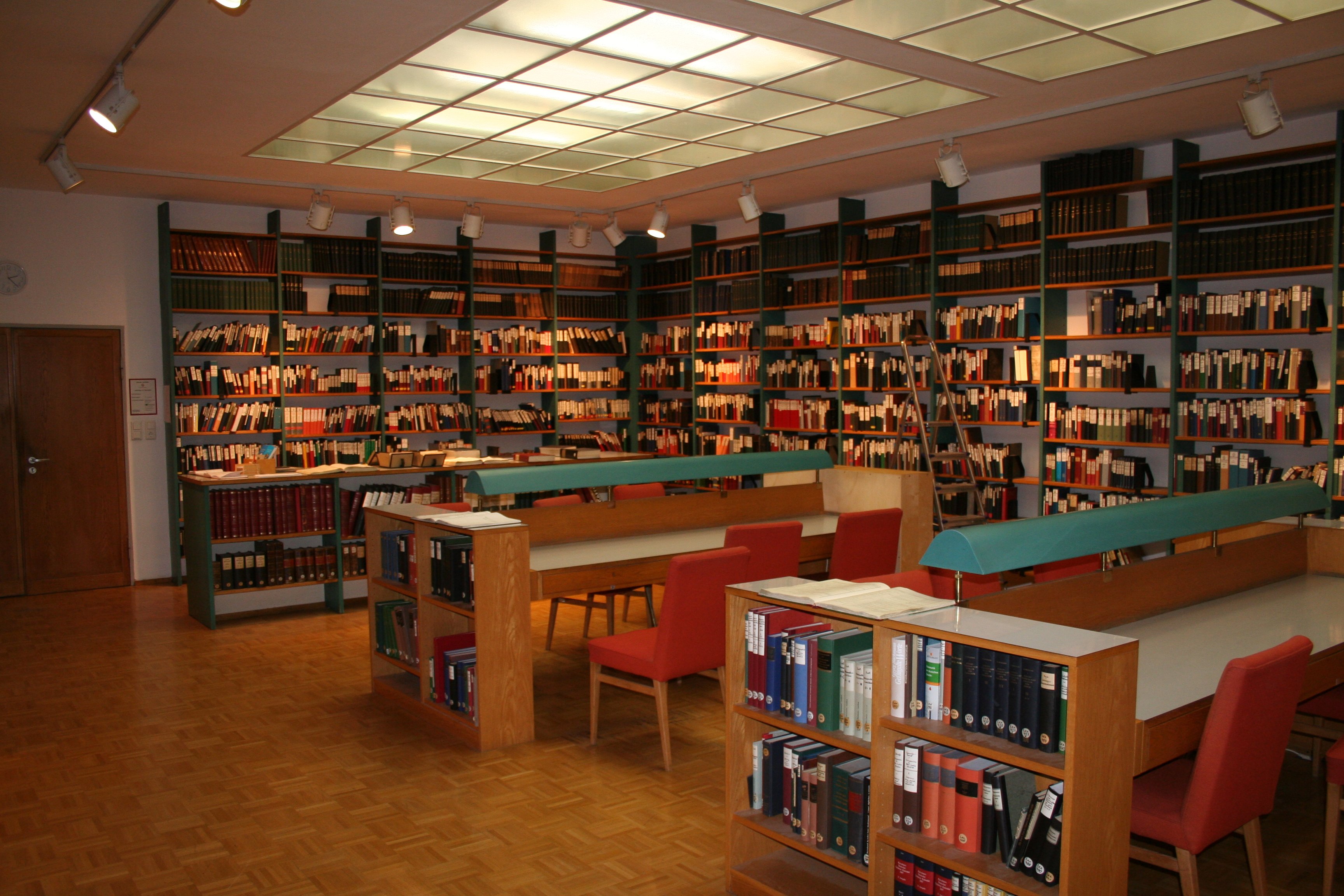
La bibliothèque du Thesaurus linguae Latinae

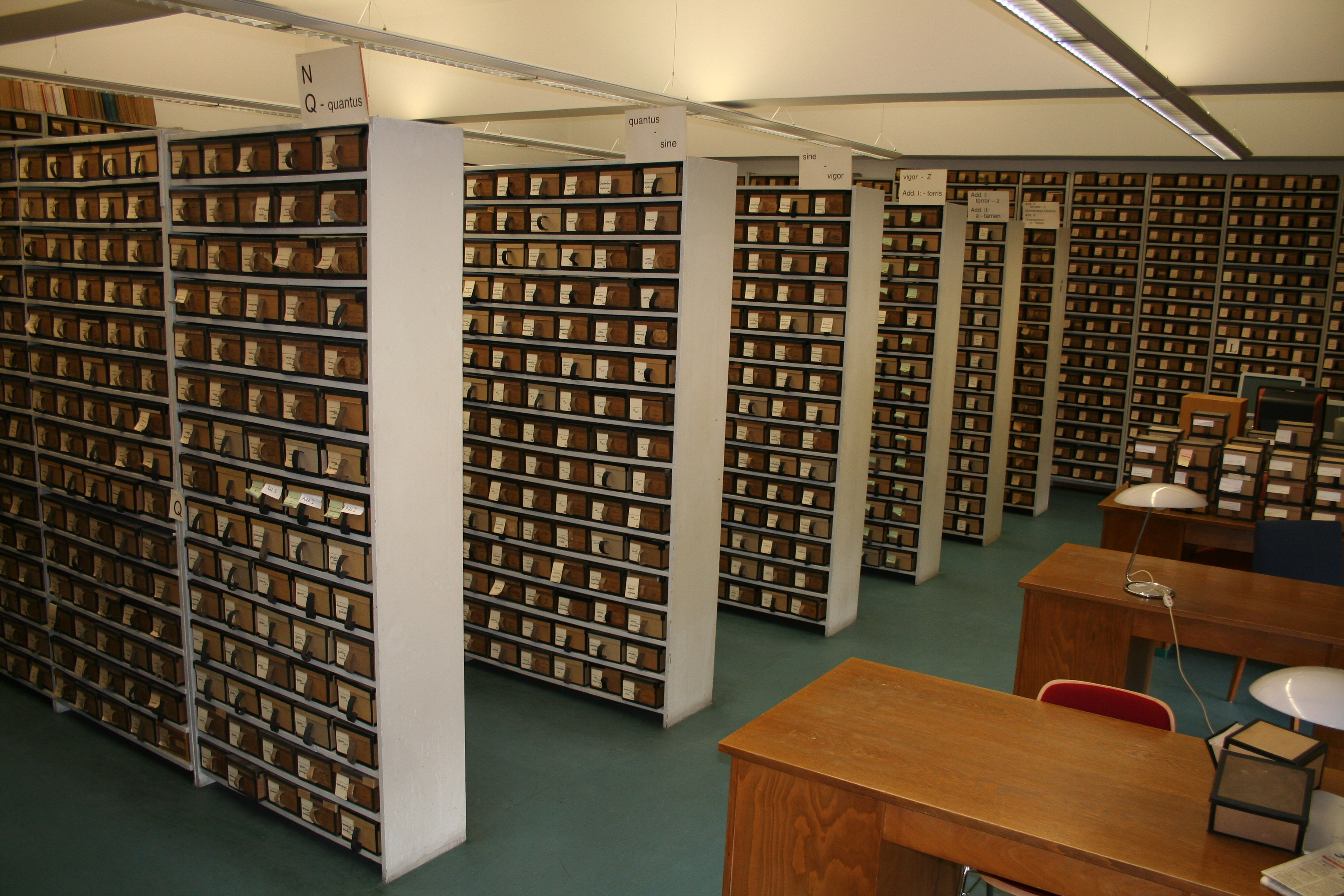
L'archive de fiches de la Thesaurus linguae Latinae

Le Thesaurus Linguae Latinae (en abrégé ThlL ou TLL) est un thésaurus lexicographique et un dictionnaire unilingue de la langue latine, qui couvre toute la latinité depuis ses débuts jusqu'à Isidore de Séville. Le projet a débuté en 1893, à l'initiative d'Eduard Woelfflin (Munich), assisté par Friedrich Leo (de) à Göttingen et Franz Bücheler à Bonn. En 1899, après la fin des travaux préliminaires, l'Institut Thesaurus Linguae Latinae de Munich a été mis en place. Il a son siège social à Munich à l'Académie bavaroise des sciences.
Ont paru jusqu'ici les lettres A à M, O et P ; N et R seront publiées en même temps. La date d'achèvement de l'œuvre n'est pas encore fixée.
Le 7 avril 1949 a été fondée l'Internationale Thesaurus Kommission pour la publication du TLL. Cette Commission se compose de membres de différentes académies et sociétés scientifiques ; son premier président était le spécialiste de l'indo-européen Manu Leumann (de) de Zurich.

## Référence de traduction
- (de) Cet article est partiellement ou en totalité issu de l’article de Wikipédia en allemand intitulé « Thesaurus Linguae Latinae » (voir la liste des auteurs).